# Zbór Kościoła Adwentystów Dnia Siódmego w Żorach
Zbór Kościoła Adwentystów Dnia Siódmego w Żorach – zbór adwentystyczny w Żorach na dzielnicy Osiny, należący do okręgu zachodniego diecezji południowej Kościoła Adwentystów Dnia Siódmego w RP.
Pastorem zboru jest Piotr Strugalski. Nabożeństwa odbywają się w kościele przy ul. Głównej 35 każdej soboty o godz. 9.30.